# Liechtenstein aux Jeux olympiques d'hiver de 1960
Cet article contient des informations sur la participation et les résultats du Liechtenstein aux Jeux olympiques d'hiver de 1960, qui ont eu lieu à Squaw Valley aux États-Unis.

## Résultats

### Ski alpin

#### Hommes
| Athlète        | Épreuve      | Manche 1     | Manche 1 | Manche 2     | Manche 2 | Total        | Total |
| Athlète        | Épreuve      | Temps        | Rang     | Temps        | Rang     | Temps        | Rang  |
| -------------- | ------------ | ------------ | -------- | ------------ | -------- | ------------ | ----- |
| Hermann Kindle | Descente     |              |          |              |          | 2 min 29 s 4 | 49    |
| Silvan Kindle  | Descente     |              |          |              |          | 2 min 29 s 4 | 49    |
| Adolf Fehr     | Descente     |              |          |              |          | 2 min 27 s 4 | 41    |
| Adolf Fehr     | Slalom géant |              |          |              |          | 2 min 13 s 3 | 43    |
| Hermann Kindle | Slalom géant |              |          |              |          | 2 min 11 s 7 | 40    |
| Silvan Kindle  | Slalom géant |              |          |              |          | 2 min 08 s 9 | 39    |
| Adolf Fehr     | Slalom       | Disqualifié  | –        | –            | –        | Disqualifié  | –     |
| Hermann Kindle | Slalom       | 1 min 28 s 7 | 46       | 1 min 17 s 0 | 26       | 2 min 45 s 7 | 27    |
| Silvan Kindle  | Slalom       | 1 min 19 s 3 | 28       | 1 min 11 s 4 | 21       | 2 min 30 s 7 | 21    |